# Alice (film din 1982)
Alice (în poloneză Alicja) este un film muzical polonez-belgian-american-britanic din 1982, regizat de Jacek Bromski⁠(d) și Jerzy Gruza⁠(d). Acest film este o adaptare muzicală modernă a romanului fantastic Alice în Țara Minunilor (1865) al lui Lewis Carroll, în care rolul principal este interpretat de actrița franceză Sophie Barjac⁠(d). Actorul Jean-Pierre Cassel joacă rolul unui jogger pe nume Rabbit de care Alice se îndrăgostește; Susannah York⁠(d), Paul Nicholas, Jack Wild, Tracy Hyde, Peter Straker și Dominic Guard au toți roluri secundare.
Filmul are o partitură muzicală compusă de Henri Seroka⁠(d), pe versuri de Gyllianna. Vocea din cântece a Sophiei Barjac a fost dublată de cântăreața scoțiană Lulu. În ciuda prezenței unor actori talentați, Alice este un film puțin cunoscut. A fost lansat pe casetă VHS în Statele Unite ale Americii de Karl-Lorimar Home Video.

## Rezumat
Alicja, o tânără muncitoare la o fabrică, stă pe o bancă în parc și observă un bărbat care face jogging. Un bărbat mascat coboară dintr-o mașină și îndreaptă pistolul spre jogger. Se trage un foc și Alicja cade la pământ de parcă ar fi fost lovită. Când deschide din nou ochii, îl vede pe jogger aplecat asupra ei și întrebând-o dacă totul este în regulă. Mai târziu, Alicja îl reîntâlnește pe acest bărbat chiar în fabrica în care lucrează. Comportamentul lui este însă unul neobișnuit. Cei doi se reîntâlnesc din nou în cantina fabricii și încep să vorbească. Bărbatul se prezintă drept Rabbit („Iepure”). Alicja îl consideră ciudat și nu se gândește prea mult la el la început, dar apoi află că de fapt este un tip drăguț. După câteva întâlniri, Alicja se îndrăgostește de Rabbit.
Bărbatul o duce pe Alicja la o petrecere organizată de o femeie bogată și autoritară pe nume Queenie. Oaspeții prezenți acolo nu se conformează normelor sociale obișnuite și se comportă într-un mod neobișnuit. Relația Alicjei cu Rabbit decurge într-un mod foarte plăcut în perioada următoare, iar Alija este atrasă de comportamentul noncomformist al iubitului ei. Tânăra află apoi de la Rabbit că Queenie, care era o persoană foarte geloasă, intenționează să-l omoare în ziua de Crăciun. El se pregătește să-și facă bagajele și îi explică Alicjei că trebuie să părăsească țara pentru totdeauna, nevrând să-și expună iubita la răzbunarea reginei. Când ea îi întreabă ce se va întâmpla cu ei doi, el îi spune că nu mai pot să-și trăiască dragostea, cu toate că Alicja îi explică cât de mult îl iubește. Rabbit îi răspunde că, pentru binele lor, este mai bine să se despartă. Atunci, cu lacrimi în ochi, Alicja se întoarce și spune: „Ne vom întâlni din nou în visele noastre”.
După ce nimeni nu mai răspunde la numărul de telefon al lui Rabbit, Alicja simte o disperare profundă și crede că a fost părăsită. Ea vede o singură cale de ieșire și încearcă să se sinucidă prin îngerarea unei doze letale de somnifere, dar se trezește imediat într-o lume plină de personaje fantastice care sunt fericite, cântă și dansează. Acolo îl reîntâlnește pe Rabbit, dar el continuă să se îndepărteze de ea. Situația se schimbă brusc atunci când sunt trase câteva focuri de armă. Alicja este înșfăcată de două siluete și condusă la un eșafod pentru a fi decapitată. Un elicopter se apropie în ultima secundă, iar ea se agață de scara de frânghie. Atunci când își recapătă cunoștința, Alicja pare să fie într-o clinică de psihiatrie. La scurt timp se repetă începutul întâlnirii ei cu Rabbit, inclusiv împușcătura, care îl lovește de data aceasta, dar în același timp o face pe Alicja să cadă la pământ parcă lovită de gloanțe. În momentul următor Alicja stă din nou pe bancă și se uită la jogger. Nu se cunoaște dacă experiențele bizare ale tinerei au fost fantezie sau realitate.

## Distribuție
- Sophie Barjac⁠(d) — Alicja / Alice
- Jean-Pierre Cassel — Rabbit / Iepurele Alb
- Susannah York⁠(d) — Quennie / Regina de Cupă
- Paul Nicholas — Pisica de Cheshire
- Jack Wild — Falsa Broască Țestoasă
- Dominic Guard — Grifonul
- Tracy Hyde — Mona
- Peter Straker — Pălărierul Nebun
- Marc Seaberg — Iepurele de Martie
- Gunther Gabriel — șoferul de taxi (nemenționat)
- Joanna Bartel⁠(d) — Ducesa (care interpretează și cântece)
- Wiesław Gołas⁠(d) — asasin în slujba Reginei de Cupă
- Andrzej Wasilewicz⁠(d) — asasin în slujba Reginei de Cupă
- Julia Hubner — fata din parc
- David Toguri — frizerul
- Henri Seroka⁠(d) — florar
- Dominique Mucret — pacienta
- Joachim Hubner — maitre d'hotel
- Kris Juliano — proprietara casei
- Gregory Knop — alergător
- Ewa Błaszczyk⁠(d) — invitată la petrecerea reginei
- Ewa Wiśniewska⁠(d) — invitată la petrecerea reginei
- Wojciech Duryasz⁠(d)
- Wojciech Brzozowicz⁠(d) — ghidul Iepurelui la fabrica de televizoare
- Bohdan Łazuka⁠(d) — bărbat de la petrecerea reginei
- Jan Szurmiej⁠(d) — medicul psihiatru (menționat Andrzej Szurmiej)
- Grzegorz Kulikowski — locuitor al casei (nemenționat)
- Ryszard Kluge — locuitor al casei (nemenționat)
- Jerzy Moes⁠(d) — curtean (nemenționat)
- Jolanta Pankowska — locuitoare a casei (nemenționată)
- Andrzej Pankowski — locuitor al casei (nemenționat)
- Andrzej Siedlecki⁠(d) — chelnerul de la petrecerea reginei (nemenționat)
- Ernestyna Winnicka⁠(d) — invitată la petrecerea reginei (nemenționată)

## Producție

### Filmări
Companiile producătoare au fost Centralna Wytwórnia Programów i Filmów Telewizyjnych Poltel⁠(d), Cibelco S. A. (Bruxelles) și South Street Films Ltd. (Londra). Filmările au început în octombrie 1979 și s-au desfășurat în mai multe locuri din Varșovia (Parcul Łazienki, ul. Kredytowa⁠(d), Uzina de gaz⁠(d) de pe ul. Kasprzaka⁠(d)) și Szczecin (ul. Księcia Bogusława⁠(d), ul. Jagiellońska⁠(d), plac Zamenhofa, localul „Duet”), precum și pe autostrada Szczecin–Berlin⁠(d) (zona intersecției Kijewo) și la Marsilia și Londra (Pinewood Studio). Actorul britanic Jack Wild s-a îmbolnăvit grav de pancreatită acută în timp ce filma în Polonia.

### Coloana sonoră
Filmul a avut la bază un musical realizat de compozitorul belgian Henri Seroka⁠(d), cu versuri scrise de Gyllianna. Responsabilul pentru numerele muzicale a fost David Toguri, iar persoana responsabilă cu aranjamentul și regia muzicală a fost Charles Blackwell. Vocea din cântece a Sophiei Barjac a fost dublată de cântăreața scoțiană Lulu. Dansurile au fost realizate de trupa de balet a Teatrului Mare – Operei Naționale din Varșovia, de trupa de balet a Televiziunii Poloneze și de trupa de balet a [[{{{2}}}|Teatrului Viziunii și Mișcării]]⁠(pl)[traduceți] din Lublin.
Principalele cântece din film sunt:
- I’m just a Face in your Mirror, cântat de Lulu pentru Sophie Barjac și Gunter Gabriel[5]
- Love is the Answer, cântat de Lulu[6]
- Small Talk, cântat de Susannah York, Jean-Pierre Cassel și Lulu pentru Sophie Barjac[7]
- Hello, my Friends, cântat de Lulu pentru Sophie Barjac[8]

## Recepție

### Lansare
Alice a fost lansat pe 29 martie 1982 în cinematografele poloneze. Premiera filmului în Germania a avut loc pe 26 octombrie 1999 la postul de televiziune RTL II. Filmul a fost lansat și în Uniunea Sovietică sub titlul Алиса.

### Aprecieri critice
Enciclopedia online The Worldwide Celluloid Massacre, autointitulată „An encyclopedia and film-diary of extreme, surreal and bizarre movies”, a inclus Alice în categoria „Worthless” („Fără valoare”), considerând că filmul este „o comedie muzicală romantică ciudată cu o intrigă de thriller criminal fără sens”. Criticii enciclopediei au susținut că încercarea forțată de transformare a unei povești fantastice într-un film de dragoste a fost, încă de la început, o idee greșită, iar povestea tinerei Alice care se îndrăgostește de un jogger excentric pe nume Rabbit, urmărit de niște criminali trimiși de Queenie (o femeie bogată care îi terorizează pe toți cei din jurul ei), este la fel de ciudată ca întregul roman al lui Carroll. Au fost criticate, de asemenea, scenele muzicale, precum și o secvență onirică care „deformează mintea” într-o discotecă de coșmar.
Revista germană Cinema⁠(d) îl consideră, pe de altă parte, „versiunea originală a clasicului «Alice în Țara Minunilor»”, în timp ce autorii dicționarului german Lexikon des Internationalen Films susțin că această adaptare cinematografică, care are loc într-o „lume bizară în care legile logicii par să nu se mai aplice”, populată de „personaje ciudate” care o conduc pe Alicja prin „aventuri confuze”, este „o adaptare muzicală foarte liberă a cărții clasice pentru copii «Alice în Țara Minunilor» de Lewis Carroll”.